# Øye stavkirke
Øye stavkirke er en stavkirke i Vang kommune i Innlandet.
Kirken er nævnt første gang i 1347, men dateres gerne til ca. 1200. Den blev oprindelig nedrevet i 1747, men genopført i 1950'erne. Den genrejste kirken står ikke på sin oprindelige plads, men står i stedet på en ny grund lidt derfra. Kirken ejes af sognet og bruges til kirkelige handlinger noge gange om året.